# Municipio de Meyer (Míchigan)
El municipio de Meyer (en inglés: Meyer Township) es un municipio ubicado en el condado de Menominee en el estado estadounidense de Míchigan. En el año 2010 tenía una población de 1001 habitantes y una densidad poblacional de 4,29 personas por km².

## Geografía
El municipio de Meyer se encuentra ubicado en las coordenadas 45°45′43″N 87°38′22″O / 45.76194, -87.63944. Según la Oficina del Censo de los Estados Unidos, el municipio tiene una superficie total de 233.43 km², de la cual 232,31 km² corresponden a tierra firme y (0,48 %) 1,12 km² es agua.

## Demografía
Según el censo de 2010, había 1001 personas residiendo en el municipio de Meyer. La densidad de población era de 4,29 hab./km². De los 1001 habitantes, el municipio de Meyer estaba compuesto por el 98 % blancos, el 0,3 % eran afroamericanos, el 0,9 % eran amerindios, el 0,1 % eran isleños del Pacífico y el 0,7 % eran de una mezcla de razas. Del total de la población el 1,2 % eran hispanos o latinos de cualquier raza.